# Eger (vignoble)
Eger est une région viticole hongroise située dans les comitats de Heves et Borsod-Abaúj-Zemplén, autour de la ville d'Eger.